# Ordinul nr. 001223
Ordinul № 001223, emis mai înainte de ocuparea statelor baltice, (în conformitate cu anexa secretă a pactului Molotov-Ribbentrop), conținea instucțiuni pentru procedurile și protocoalele de urmat în timpul deportării cetățenilor din țările balatice. 
Amenințate fiind cu invazia, statele baltice, independent una de alta, au semnat înainte de declanșarea celui de-al doilea război mondial pacte de "asistență mutuală" cu Uniunea Sovietică: 
- Estonia a semnat pactul pe 28 septembrie 1939,
- Letonia a semant pactul pe 5 octombrie 1939,
- Lituania a semant pactul pe 10 octombrie 1939.

Generalul Ivan Serov, adjunct la Comisarului Poporului pentru Securitatea Statului al Uniunii Sovietice, a emis și semnat Ordinul № 001223, "Cu privire la procedura pentru ducerea la îndeplinire a deportărilor elementelor antisovietice din Lituania, Letonia și Estonia". Acest ordin explica procedurile de deportare și protocoalele. De exemplu, bărbații trebuiau despărțiți de femei și copii pentru a asigura separarea familiilor și mai bunul control asupra deportaților. Ordinul a devenit baza executătii operațiunii de deportare în masă din 13 – 14 iunie 1941  din cele trei state balatice în prima perioadă de ocupație sovietică din 1940 – 1941.